# Shaobo Qin
Shaobo Qin est un acteur chinois, né en 1982 à Guangxi.

## Biographie
Qin découvre l'acrobatie à l'âge de onze ans. C'est au cours de ses études qu'un recruteur des Acrobates de Pékin le découvre et l'enrôle dans cette troupe prestigieuse, qu'il accompagne pendant quatre ans dans ses tournées internationales.
Il joue pour la première fois au cinéma dans le film américain Ocean's Eleven, où il incarnait le rôle de Yen.
Deux ans plus tard, il retrouve Steven Soderbergh, George Clooney, Brad Pitt et Matt Damon dans Ocean's Twelve, avant d'être le partenaire de Roma Downey et Matthew Modine dans Funky Monkey.
Le 20 juin 2007, il est à l'affiche de Ocean's Thirteen de Steven Soderbergh, où il reprend le rôle de Yen, ainsi que dans Ocean's 8 en 2018.

## Filmographie
- 2001 : Ocean's Eleven de Steven Soderbergh : Yen
- 2004 : Ocean's Twelve de Steven Soderbergh : Yen
- 2007 : Ocean's Thirteen  de Steven Soderbergh : Yen
- 2018 : Ocean's 8 de Gary  Ross : Yen